# Construction au Touquet-Paris-Plage

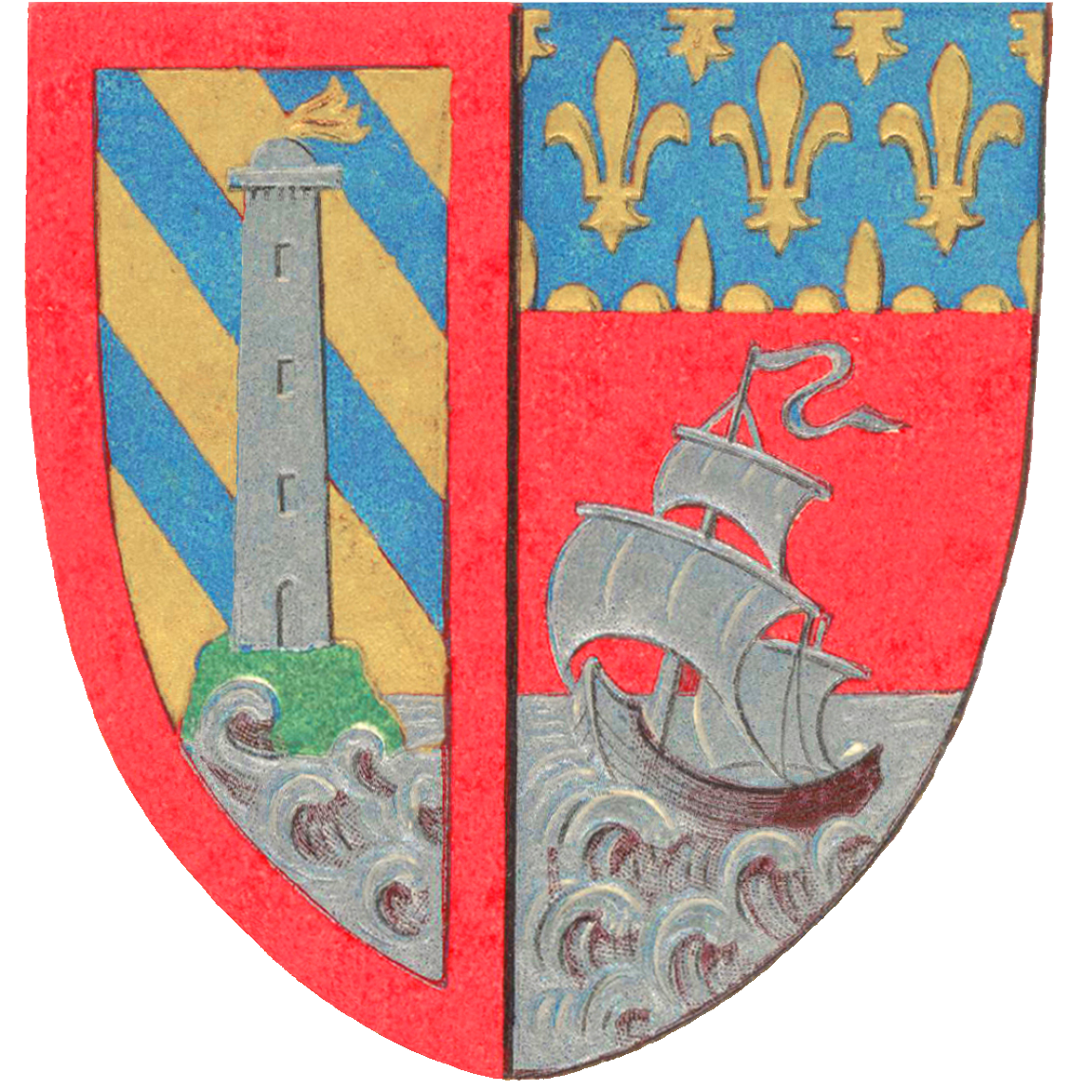
Blason du Touquet-Paris-Plage.

Cet article dresse un tableau de la construction au Touquet-Paris-Page réalisée, lors de l'essor de la station balnéaire, à la fin du XIXe siècle et au début du XXe siècle, lorsque Paris-Plage est devenu le Touquet-Paris-Plage, puis, à partir des années 1960, les immeubles du front de mer et les logements sociaux, séniors et la maison médicale. On y dénombre, par exemple, cinq bâtiments et seize villas inscrits aux monuments historiques.
Plusieurs architectes et entrepreneurs se sont alors distingués lors de la création du premier lotissement du géomètre Raymond Lens, puis du second de l'ingénieur et géomètre Joseph-Louis Sanguet.

## Bâtiments et villas inscrits aux monuments historiques
- Hôtel de ville
- Hôtel des postes
- Marché couvert
- Tribunes de l'hippodrome
- Phare de la Canche
- Villa Alexandre
- Villa Bic en coin
- Villa Glenwood
- Villa Karidja
- Villa La Closerie
- Villa La Rafale
- Villa Le Castel
- Villa Le Quart-d'Heure
- Villa Les Mutins
- Villa Nirvana
- Villa Pomme d'Api
- Villa Pretty Cottage
- Villa Saint-Augustin, Thalassa, Phébus et Borée
- Villa Sous les Pins
- Villa Tata Ice
- Villa Wallonne

## Constructions de finXIXesiècleetXXesiècle
| nom de la villa ou du bâtiment                  | année de construction | n° dans la voie | type de voie              | nom de la voie                                          | architecte                        | entrepreneur                                            | propriétaire                                    | observations                                                                                         |
| ----------------------------------------------- | --------------------- | --------------- | ------------------------- | ------------------------------------------------------- | --------------------------------- | ------------------------------------------------------- | ----------------------------------------------- | --- |
| La Belle au Bois Dormant                        |                       | 285             | Avenue des                | Ombrages                                                | H. de Barry                       | Eugène Darroquy et Fleuret                              |                                                 | |
| Piscine du Touquet                              | 1929                  |                 | Face à la rue Saint-Jean  | Digue                                                   | André Bérard                      | Entreprise Clavier                                      |                                                 | inaugurée en 1931                                                                                    |
| Village Suisse                                  | 1906                  |                 | Avenue                    | Saint-Jean                                              | Paul Bertrand                     |                                                         | Adrien Perret-Maisonneuve                       | |
| Le Canter anciennement Prébois                  |                       |                 | Avenue des                | Pyroles                                                 | Arsène Bical                      |                                                         |                                                 | |
| La Chamade anciennement La Pochade              |                       |                 | Avenue de la              | Reine-May                                               | Arsène Bical                      |                                                         |                                                 | |
| La Closerie                                     |                       |                 | Avenue des                | Oyats                                                   | Arsène Bical                      | Entreprise Pentier                                      |                                                 | |
| Les Géraniums Pourpres anciennement Tante Bob   |                       | 137             | Avenue de la              | Reine-Victoria                                          | Arsène Bical                      |                                                         |                                                 | |
| Good Luck                                       |                       |                 | Avenue des                | Oyats                                                   | Arsène Bical                      |                                                         |                                                 | |
| L'Heure bleue                                   |                       |                 | Avenue des                | Troènes                                                 | Arsène Bical                      |                                                         |                                                 | |
| La Hutte                                        |                       |                 | Avenue des                | Troènes                                                 | Arsène Bical                      |                                                         | Léon Soucaret                                   | |
| Ma Mie                                          |                       |                 | Avenue des                | Oyats                                                   | Arsène Bical                      |                                                         |                                                 | |
| La Musardière                                   |                       | 149             | Rue de                    | Moscou                                                  | Arsène Bical                      |                                                         |                                                 | avec l'architecte Albert Pouthier                                                                    |
| Le Nid                                          |                       |                 | Avenue de la              | Reine-Victoria                                          | Arsène Bical                      |                                                         |                                                 | |
| Pelleas                                         |                       |                 | Rue de                    | Metz                                                    | Arsène Bical                      |                                                         |                                                 | |
| Le Petit Trianon                                |                       |                 | Allée des                 | Fauvettes                                               | Arsène Bical                      |                                                         |                                                 | |
| Rogeleine                                       |                       |                 | Avenue des                | Oyats                                                   | Arsène Bical                      |                                                         |                                                 | |
| La Sablière                                     |                       |                 | Avenue des                | Pyroles                                                 | Arsène Bical                      |                                                         |                                                 | |
| Le Sphinx et les Pyramides                      |                       | 172             | Rue de                    | Londres                                                 | Arsène Bical                      |                                                         |                                                 | Villas jumelles et mitoyennes                                                                        |
| Armand                                          |                       | 26              | Rue de                    | Bruxelles                                               | Anatole Bienaimé                  |                                                         |                                                 | |
| Concordia                                       | 1887                  | 97              | Boulevard du              | Docteur Jules Pouget                                    | Charles Billoré                   |                                                         | Prévost-Blondel                                 | Chalet bois                                                                                          |
| Concordia Junior                                | 1904                  | 97              | Boulevard du              | Docteur Jules Pouget                                    | Anatole Bienaimé                  |                                                         |                                                 | |
| Cottage Fleuri                                  |                       |                 | Avenue                    | Saint-Louis                                             | Anatole Bienaimé                  |                                                         |                                                 | |
| Giroflée-Girofla                                | 1901                  | 72              | Rue de                    | Moscou                                                  | Anatole Bienaimé                  |                                                         | Canivet                                         | |
| Le Colibri                                      |                       | 19              | Rue                       | Léon Garet                                              | Jules Guillemin                   |                                                         |                                                 | Sur les plans de Jules Guillemin puis agrandie par Anatole Bienaimé pour M. Piel, bijoutier parisien |
| Le Goéland                                      |                       | 14              | Rue de                    | Bruxelles                                               | Anatole Bienaimé                  |                                                         |                                                 | |
| Les Lucioles                                    |                       |                 | Boulevard du              | Docteur Jules Pouget                                    | Anatole Bienaimé                  |                                                         |                                                 | |
| Lydéric                                         |                       | 8               | Rue                       | Jean Monnet                                             | Anatole Bienaimé                  |                                                         |                                                 | |
| Phinaert                                        |                       | 6               | Rue                       | Jean Monnet                                             | Anatole Bienaimé                  |                                                         |                                                 | |
| Mars-Vénus-Saturne                              |                       |                 | Rue                       | Léon Garet                                              | Anatole Bienaimé                  |                                                         |                                                 | |
| Pierrette                                       |                       | 88              | Rue de                    | Moscou                                                  | Anatole Bienaimé                  |                                                         |                                                 | |
| Rayon-Vert                                      | 1903                  |                 | Boulevard du              | Docteur Jules Pouget                                    | Anatole Bienaimé                  |                                                         |                                                 | |
| Le Roi d'Ys                                     |                       | 45              | Boulevard                 | Daloz                                                   | Anatole Bienaimé                  |                                                         |                                                 | |
| Rose des Alpes                                  | 1903                  | 30              | Rue de                    | Saint-Amand                                             | Anatole Bienaimé                  |                                                         |                                                 | |
| Beatrix, Emily et Cozette                       | 1905                  | 58              | Rue de                    | Saint-Amand                                             | Anatole Bienaimé                  |                                                         |                                                 | Seule la Villa Beatrix subsiste et elle s'appelle La Pastorale                                       |
| Rose-Mousse                                     | 1901                  | 66              | Rue d'                    | Étaples                                                 | Anatole Bienaimé                  |                                                         |                                                 | |
| La Royana                                       | 1904                  | 86              | Rue de                    | Moscou                                                  | Anatole Bienaimé                  | Entreprise Goffaux                                      |                                                 | |
| Saint-Maurice                                   |                       |                 | Avenue                    | Saint-Jean                                              | Anatole Bienaimé                  |                                                         |                                                 | |
| Vert-Vert                                       | 1893                  | 6               | Rue                       | Saint-Jean                                              |                                   |                                                         |                                                 | avec l'enseigne du perroquet d'Amédée de Franqueville                                                |
| La Sapinière                                    | 1901                  |                 | Rue de                    | Metz                                                    | Anatole Bienaimé                  |                                                         |                                                 | |
| Les Sapins                                      | 1901                  | 26              | Rue de                    | Moscou                                                  | Anatole Bienaimé                  |                                                         |                                                 | |
| Les Sarcelles                                   | 1903                  | 1               | Rue de                    | Londres                                                 | Anatole Bienaimé                  |                                                         |                                                 | |
| Suzette                                         |                       |                 |                           |                                                         | Anatole Bienaimé                  |                                                         |                                                 | |
| Monéjan                                         |                       |                 | Avenue                    | Saint-Jean                                              | Anatole Bienaimé                  | Entreprise Degallaix                                    |                                                 | |
| Touquette                                       |                       |                 |                           |                                                         | Anatole Bienaimé                  |                                                         |                                                 | |
| Zermatt                                         |                       |                 | Avenue                    | Saint-Louis                                             | Anatole Bienaimé                  |                                                         |                                                 | |
| Yvonne et Maurice                               |                       | 15              | Rue d'                    | Étaples                                                 | Anatole Bienaimé                  |                                                         | Georges Vibert                                  | |
| Louis XV                                        |                       | 13              | Rue d'                    | Étaples                                                 | Anatole Bienaimé                  |                                                         | Georges Vibert                                  | |
| Richelieu                                       |                       | 2               | Rue d'                    | Étaples                                                 | Anatole Bienaimé                  |                                                         | Georges Vibert                                  | |
| Charles IX                                      |                       | 9               | Rue d'                    | Étaples                                                 | Anatole Bienaimé                  |                                                         | Georges Vibert                                  | |
| Claire-Auguste                                  |                       | 7               | Rue d'                    | Étaples                                                 | Anatole Bienaimé                  |                                                         | Georges Vibert                                  | |
| Pierrette-Lisette-Micheline                     |                       | 62 à 66         | Rue                       | Saint-Louis                                             | Anatole Bienaimé                  |                                                         |                                                 | Villas mitoyennes                                                                                    |
| Néréides-Dryades-Naïades                        |                       | 1-3-5           | Boulevard du              | Docteur Jules Pouget                                    | Anatole Bienaimé                  |                                                         |                                                 | Résidence Mathilda                                                                                   |
| Chapelle Saint-André                            | 1886                  |                 | Rue de                    | Londres                                                 | Charles Billoré                   |                                                         |                                                 | Actuel Poste                                                                                         |
| Marthe et Marie                                 |                       |                 | Boulevard du              | Docteur Jules Pouget                                    | Charles Billoré                   |                                                         | Charles Herbert                                 | |
| Marché couvert                                  | 1931                  |                 | Rue                       | Jean Monnet                                             | Henry-Léon Bloch                  | Entreprise Révillion                                    |                                                 | Intersection avec la rue de Metz                                                                     |
| Way Side                                        | 1926                  |                 | Avenue du                 | Golf                                                    | Henry-Léon Bloch                  |                                                         |                                                 | Angle avec l'avenue du Château, aujourd'hui le musée municipal.                                      |
| Casino de la forêt                              | 1913                  |                 | Place de l'               | Hermitage                                               | Auguste Bluysen                   |                                                         |                                                 | |
| Hôtel des postes                                | 1927                  |                 | Rue de                    | Metz                                                    | Jean Boissel                      | Entreprise Delcourt Frères                              |                                                 | |
| Pré Catelan                                     |                       |                 |                           | Aéroport                                                | Jean Boissel                      |                                                         | Touquet Syndicate Ltd                           | |
| Banco                                           |                       |                 | Avenue                    | Fernand Recoussine                                      | Jean Boissel                      |                                                         |                                                 | |
| La Butte anciennement Blanc-Mesnil              |                       |                 | Avenue                    | Saint-Louis                                             | Jean Boissel                      |                                                         |                                                 | |
| Carte-Blanche                                   |                       | 51              | Boulevard                 | Daloz                                                   | Jean Boissel                      | Entreprise Delcourt Frères                              |                                                 | |
| Clarendon House                                 |                       |                 |                           |                                                         | Jean Boissel                      |                                                         |                                                 | |
| Forêt Bleue                                     |                       |                 | Avenue                    | Saint-Louis                                             | Jean Boissel                      |                                                         |                                                 | |
| Jeannette                                       |                       |                 | Avenue du                 | Docteur Jules Pouget                                    | Jean Boissel                      | Entreprise Delcourt Frères                              | Choffel                                         | |
| Mamette                                         |                       |                 | Avenue de la              | Paix                                                    | Jean Boissel                      |                                                         |                                                 | |
| Marita                                          |                       |                 | Boulevard de la           | Mer                                                     | Jean Boissel                      |                                                         |                                                 | |
| La Marotte anciennement le Manoir des Pins      |                       |                 | Avenue                    | John Whitley                                            | Jean Boissel                      |                                                         |                                                 | |
| L'Oiseau Bleu                                   |                       |                 | Avenue des                | Oyats                                                   | Jean Boissel                      |                                                         |                                                 | |
| L'Oxer anciennement Loin des Flots              |                       |                 | Avenue du                 | Général de Gaulle                                       | Jean Boissel                      |                                                         |                                                 | |
| Pare-Brise                                      |                       |                 | Avenue du                 | Nord                                                    | Jean Boissel                      |                                                         |                                                 | |
| Premer                                          |                       |                 | boulevard du              | Docteur Jules Pouget                                    | Jean Boissel                      | Entreprise Delcourt Frères                              | Compagnie immobilière du Touquet-Paris-Plage    | |
| Sable d'Or                                      |                       |                 | Avenue de l'              | Amiral de Tourville                                     | Jean Boissel                      |                                                         |                                                 | |
| Sainte-Thérèse                                  |                       |                 | Avenue de                 | Quentovic (anciennement, en partie, Dumont d'Urville)   | Jean Boissel                      |                                                         |                                                 | |
| La Normande                                     |                       | 8               | rue                       | Léon Garet                                              | Gustave Boistel                   |                                                         |                                                 | |
| La Picarde                                      |                       | 10              | rue                       | Léon Garet                                              | Gustave Boistel                   |                                                         |                                                 | |
| Dolce Nido                                      |                       |                 | Avenue de l'              | Atlantique                                              | Albert Boursier                   |                                                         |                                                 | |
| Sagama                                          |                       |                 | Avenue de la              | Paix                                                    | Albert Boursier                   |                                                         |                                                 | |
| Hôtel La Potinière                              |                       |                 | Boulevard du              | Docteur Jules Pouget                                    | M. Briaux                         |                                                         |                                                 | Agrandissement de 1929                                                                               |
| Alfred's Bar                                    |                       |                 |                           |                                                         | M. Briaux                         |                                                         |                                                 | |
| Chatam Bar                                      |                       |                 | Rue                       | Saint-Jean                                              | M. Briaux                         |                                                         |                                                 | |
| Le Cabanon                                      |                       |                 | Allée des                 | Fauvettes                                               | M. Briaux                         |                                                         |                                                 | |
| Hiram                                           |                       |                 |                           |                                                         | M. Briaux                         |                                                         |                                                 | |
| Le Pantin                                       |                       |                 | Allée des                 | Rossignols                                              | M. Briaux                         |                                                         |                                                 | |
| Les Vacances anciennement Le Hulla              |                       |                 |                           |                                                         | M. Briaux                         |                                                         |                                                 | |
| Belmesnil                                       |                       |                 | Avenue du                 | Golf                                                    | Fernand Buisset                   |                                                         |                                                 | |
| Le Bercail                                      |                       | 18              | Boulevard                 | Daloz                                                   | Fernand Buisset                   | Entreprise Degallaix                                    |                                                 | René Pacquet                                                                                         |
| Gilden                                          |                       |                 |                           |                                                         | Fernand Buisset                   |                                                         |                                                 | |
| Les Ombrages                                    |                       |                 | Avenue du Château         | Fernand Buisset                                         |                                   |                                                         |                                                 | |
| Les Ramiers                                     |                       |                 | Avenue du                 | Golf                                                    | Fernand Buisset                   |                                                         |                                                 | |
| L'Horloge appelée aussi La Banane               |                       |                 | Face à la rue Saint-Louis | Digue                                                   | Fernand Buisset                   |                                                         |                                                 | |
| Caserne de Gendarmerie                          | 1910                  |                 | Avenue de                 | Picardie                                                | Fernand Buisset                   |                                                         |                                                 | |
| Golf Cottage                                    |                       |                 | Avenue des                | Amazones                                                | Collcutt and Hamp                 |                                                         | Édouard Champion                                | |
| Chapelle Saint-André                            | 1898                  |                 | Rue de                    | Londres                                                 | Louis Cordonnier                  |                                                         |                                                 | Agrandissement                                                                                       |
| L'Ermitage                                      | 1893                  |                 | Avenue                    | Louis Hubert                                            | Louis Cordonnier                  |                                                         |                                                 | Angle rue de Londres                                                                                 |
| La Rafale                                       | 1894                  |                 | Rue des                   | Dunes                                                   | Louis Cordonnier                  |                                                         | D'Halluin de Lille                              | |
| Les Genêts                                      | 1891                  |                 | Rue de                    | Paris                                                   | Louis Cordonnier                  |                                                         |                                                 | Angle sud-ouest Joseph Duboc/Première villa en pierre de roche                                       |
| Quentovic                                       | 1895                  |                 | Boulevard du              | Docteur Jules Pouget (anciennement boulevard de la Mer) | Louis Cordonnier                  |                                                         | Albert Candeliez                                | |
| La Canche                                       | 1893                  |                 | Boulevard du              | Docteur Jules Pouget (anciennement boulevard de la Mer) | Louis Cordonnier                  |                                                         | René Telliez                                    | Angle nord-est de la rue Léon Garet (anciennement rue Saint-Alphonse)                                |
| Villa Wallonne                                  |                       |                 | Boulevard                 | Daloz                                                   | Aimé Delarue                      | Entreprise Pentier                                      |                                                 | Angle sud-ouest avec la rue de Bruxelles                                                             |
| Beau-Lieu                                       |                       | 84              | Avenue                    | Jean Bart                                               | Aimé Delarue                      |                                                         |                                                 | |
| Hôtel de ville du Touquet-Paris-Plage           | 1931                  |                 | Boulevard                 | Daloz                                                   | Pierre Drobecq et Louis Debrouwer | Entreprise Delcourt Frères                              |                                                 | |
| Low Wood Manor                                  |                       |                 | Avenue du                 | Golf                                                    | Pierre Drobecq et Louis Debrouwer |                                                         |                                                 | |
| Les Genêts d'Or                                 |                       | 10              | rue de                    | Montreuil                                               | Julien Galopin                    | Entreprise Charbonnier                                  |                                                 | |
| villa Saint-Augustin, Thalassa, Phébus et Borée | 1896                  | 115             | Boulevard du              | Docteur Jules Pouget (anciennement boulevard de la Mer) | Ladislas Gasiorowski              |                                                         | Augustin Legay (d'Arras)                        | |
| Sainte Barbe                                    | 1891                  |                 | Boulevard du              | Docteur Jules Pouget (anciennement boulevard de la Mer) | Jules Guillemin                   |                                                         | Édouard Lamy                                    | angle nord-est avec la rue Raymond Lens                                                              |
| La Cigale                                       | 1892                  |                 | Boulevard du              | Docteur Jules Pouget (anciennement boulevard de la Mer) | Jules Guillemin                   |                                                         | Comte de Calonne                                | |
| La Fourmi                                       | 1892                  |                 | Boulevard du              | Docteur Jules Pouget (anciennement boulevard de la Mer) | Jules Guillemin                   |                                                         | Henry Fouquier                                  | Fourquier a pour beau-fils Georges Feydeau, assidu de Paris-Plage, marié à la fille de Carolus-Duran |
| Saint-Raphaël                                   | 1894                  |                 | Boulevard du              | Docteur Jules Pouget (anciennement boulevard de la Mer) | Jules Guillemin                   |                                                         | Paul Paix, raffineur de pétrole à Courchelettes | angle avec la rue des Oyats, devient l'hôtel La Potinière en 1919                                    |
| Le Colibri                                      | 1890                  | 19              | Boulevard du              | Docteur Jules Pouget (anciennement boulevard de la Mer) | Jules Guillemin                   |                                                         | Mme Tiranty de Paris                            | |
| villa Alexandre                                 | 1901                  | 1               | Rue de                    | Paris                                                   | Louis Holt                        |                                                         |                                                 | angle sud-est avec la rue Joseph Duboc                                                               |
| Villa sans nom                                  |                       | 10              | Avenue de l'              | Atlantique                                              | Robert Hideux                     |                                                         |                                                 | |
| 18 magasins                                     |                       |                 | Avenue du                 | Verger                                                  | Léon Hoyez                        |                                                         |                                                 | Centre Commercial                                                                                    |
| Golf Club House                                 |                       |                 | Avenue du                 | Golf                                                    | Léon Hoyez                        |                                                         |                                                 | |
| Danica                                          |                       |                 | Avenue du Maréchal        | Foch                                                    | Léon Hoyez                        |                                                         |                                                 | angle avec l'avenue du Maréchal Joffre                                                               |
| Les Ibis                                        |                       | 41              | Boulevard                 | Daloz                                                   | Léon Hoyez                        |                                                         |                                                 | |
| Panjo                                           |                       |                 | Avenue de                 | Deauville                                               | Léon Hoyez                        |                                                         |                                                 | |
| Serraval                                        |                       |                 | Avenue des                | Pins                                                    | Léon Hoyez                        |                                                         |                                                 | |
| Sunny Corner                                    |                       |                 | Avenue du                 | Général de Gaulle                                       | Léon Hoyez                        |                                                         |                                                 | |
| Restaurant du Casino de la forêt                | 1926                  |                 | Place de l'               | Hermitage                                               | Raoul Jourde                      |                                                         |                                                 | |
| Les Fauvettes                                   | 1890                  |                 | Boulevard du              | Docteur Jules Pouget (anciennement boulevard de la Mer) | Évrard Lesueur                    |                                                         | M. Deneux de d'Amiens                           | angle nord-est avec la rue d'Étaples                                                                 |
| Rose des Vents                                  |                       | 173             | Rue de                    | Londres                                                 | Joseph Magnin                     |                                                         |                                                 | |
| Tubéreuses                                      |                       | 175             | Rue de                    | Londres                                                 | Joseph Magnin                     |                                                         |                                                 | |
| Senta                                           |                       | 177             | Rue de                    | Londres                                                 | Joseph Magnin                     |                                                         |                                                 | |
| Lucette                                         |                       | 179             | Rue de                    | Londres                                                 | Joseph Magnin                     |                                                         |                                                 | |
| Les Quatre As                                   |                       | 23              | Rue de                    | Montreuil                                               | Joseph Magnin                     |                                                         |                                                 | angle avec la rue de Londres                                                                         |
| Le Rouet et La Quenouille                       |                       | 189             | Rue de                    | Paris                                                   | Joseph Magnin                     |                                                         |                                                 | Villas jumelles                                                                                      |
| Venise                                          |                       |                 | Rue de                    | Bruxelles                                               | Joseph Magnin                     |                                                         |                                                 | |
| Capri                                           |                       |                 | Rue de                    | Bruxelles                                               | Joseph Magnin                     |                                                         |                                                 | |
| Musica                                          |                       | 18              | Rue d'                    | Étaples                                                 | Joseph Magnin                     |                                                         |                                                 | |
| Fémina                                          |                       | 22              | Rue d'                    | Étaples                                                 | Joseph Magnin                     |                                                         |                                                 | |
| Jardin Public                                   |                       |                 |                           |                                                         | Henry Martinet                    |                                                         |                                                 | actuel jardin d'Ypres.                                                                               |
| Printania                                       |                       | 34              | Rue                       | Joseph Duboc                                            | Amédée Milvoy                     | Entreprise Dupont                                       |                                                 | |
| Villa sans nom                                  |                       | 70              | Rue de                    | Moscou                                                  | Élie Morel                        |                                                         |                                                 | |
| hippodrome de la Canche et ses tribunes         | 1925                  |                 | Boulevard de la           | Canche                                                  | Georges-Henri Pingusson           |                                                         |                                                 | associé à Paul Furiet                                                                                |
| La Sirène et Morgane                            |                       |                 |                           |                                                         | Horace Pouillet                   |                                                         |                                                 | 2 magasins                                                                                           |
| Cipry                                           |                       |                 | Rue de                    | Metz                                                    | Horace Pouillet                   |                                                         |                                                 | angle avec la rue du Sémaphore                                                                       |
| Glenwood et Karidja                             | 1927                  |                 | Avenue de la Reine        | Victoria                                                | Horace Pouillet                   |                                                         | Pour deux sœurs                                 | villas jumelles et mitoyennes                                                                        |
| Le Quart-d'Heure                                | 1925                  | 3               | Rue                       | Saint-Amand                                             | Horace Pouillet                   |                                                         | Horace Pouillet                                 | |
| Tata Ice                                        | 1926                  |                 | Avenue de la              | Paix                                                    | Horace Pouillet                   |                                                         |                                                 | |
| Bâtiment du Tennis Club                         |                       |                 | Place de l'               | Hermitage                                               | Albert Pouthier                   |                                                         |                                                 | |
| Hôtel du Centre                                 |                       |                 | Rue                       | Saint-Jean                                              | Albert Pouthier                   |                                                         |                                                 | angle sud-est avec la rue de Paris                                                                   |
| L'Arcachonnaise                                 |                       | 127             | Rue de                    | Paris                                                   | Albert Pouthier                   |                                                         |                                                 | |
| Bonne Hôtesse                                   |                       | 33              | Boulevard du              | Docteur Jules Pouget (anciennement boulevard de la Mer) | Albert Pouthier                   |                                                         |                                                 | |
| By-Ways                                         |                       |                 | avenue du                 | Golf                                                    | Albert Pouthier                   |                                                         |                                                 | |
| Chantecler                                      |                       | 35              | Rue de                    | Londres                                                 | Albert Pouthier                   |                                                         |                                                 | |
| Crossways                                       |                       |                 | Avenue des                | Anglais                                                 | Albert Pouthier                   |                                                         |                                                 | |
| Le Grillon                                      |                       |                 | Avenue                    | Dorothée                                                | Albert Pouthier                   |                                                         |                                                 | |
| Ivanhoé                                         |                       | 161             | rue de                    | Londres                                                 | Albert Pouthier                   |                                                         |                                                 | |
| Kervette                                        |                       | 163             | rue de                    | Londres                                                 | Albert Pouthier                   |                                                         |                                                 | |
| Lutin et Farfadet                               |                       |                 | Rue                       | Dorothée                                                | Albert Pouthier                   | Entreprise Pentier                                      |                                                 | |
| Morgane                                         | 1928                  |                 |                           |                                                         | Albert Pouthier                   |                                                         |                                                 | |
| La Musardière                                   |                       | 149             | Rue de                    | Moscou                                                  | Albert Pouthier                   |                                                         |                                                 | avec l'architecte Arsène Bical                                                                       |
| Le Mouron Rouge                                 |                       |                 | avenue du                 | Golf                                                    | Albert Pouthier                   |                                                         |                                                 | |
| Orénoque                                        |                       |                 | Avenue du Maréchal        | Foch (anciennement Alexandra)                           | Albert Pouthier                   |                                                         |                                                 | anciennement Mag Pie                                                                                 |
| Pelléas                                         |                       | 61              | Rue de                    | Metz                                                    | Albert Pouthier                   |                                                         |                                                 | |
| Le Petit Château                                |                       |                 | Avenue de la              | Reine-May                                               | Albert Pouthier                   |                                                         |                                                 | |
| La Sirène                                       | 1928                  |                 |                           |                                                         | Albert Pouthier                   |                                                         |                                                 | |
| Sous les Pins                                   | 1923                  |                 | Avenue du                 | Château                                                 | Albert Pouthier                   |                                                         |                                                 | anciennement Gi-Gi                                                                                   |
| bancs verts et blancs                           |                       |                 |                           |                                                         | Louis Quételart                   |                                                         |                                                 | |
| bâtiment de l'aéroport                          | 1936                  |                 |                           |                                                         | Louis Quételart                   | Entreprise Pentier                                      |                                                 | |
| Cinéma le Normandy                              |                       |                 | Rue                       | Saint-Jean                                              | Louis Quételart                   | Entreprise Pentier                                      |                                                 | |
| Phare du Touquet                                | 1948 à 1951           |                 |                           |                                                         | Louis Quételart                   | Entreprise de génie civil et de travaux publics de Lens |                                                 | |
| Plongeoir de la Piscine du Touquet              | 1949                  |                 |                           |                                                         | Louis Quételart                   |                                                         |                                                 | |
| 50° Latitude Nord                               |                       |                 | Avenue de l'              | Atlantique                                              | Louis Quételart                   |                                                         |                                                 | |
| Accueillante                                    |                       | 10              | rue du                    | Sémaphore                                               | Louis Quételart                   |                                                         |                                                 | |
| Bécassine                                       |                       |                 | Avenue de l'              | Atlantique                                              | Louis Quételart                   |                                                         |                                                 | |
| Bernique                                        |                       |                 | Avenue de                 | Montreuil                                               | Louis Quételart                   |                                                         |                                                 | |
| Bic-en-Coin                                     |                       |                 | Avenue des                | Phares                                                  | Louis Quételart                   |                                                         |                                                 | |
| Cendrillon                                      |                       |                 | Boulevard                 | Daloz                                                   | Louis Quételart                   |                                                         |                                                 | |
| Chat Perché                                     |                       |                 | Avenue des                | Genêts                                                  | Louis Quételart                   |                                                         |                                                 | |
| Clairoix                                        |                       | 1               | Rue de                    | rue de Desvres                                          | Louis Quételart                   | Entreprise Delcourt Frères                              | Bloomfield                                      | |
| Clos Fleuri                                     |                       |                 | Avenue du Maréchal        | Foch (anciennement Alexandra)                           | Louis Quételart                   |                                                         |                                                 | |
| Galerie du Ménage                               |                       |                 | Rue de                    | Paris                                                   | Louis Quételart                   | Entreprise Delcourt Frères                              |                                                 | |
| Institut de Thalassothérapie Louison Bobet      | 1976                  |                 |                           | Digue sud                                               | Louis Quételart                   |                                                         |                                                 | |
| Côte d'Opale                                    |                       |                 | Avenue de l'              | Atlantique                                              | Louis Quételart                   |                                                         |                                                 | |
| Datcha                                          |                       |                 | Avenue des                | Troènes                                                 | Louis Quételart                   |                                                         |                                                 | |
| Fadette                                         |                       | 19              | rue du                    | Sémaphore                                               | Louis Quételart                   |                                                         |                                                 | |
| Ferme d'Amour                                   |                       |                 |                           |                                                         | Louis Quételart                   |                                                         |                                                 | |
| Flabeau Ninove                                  |                       |                 | Boulevard Thierry         | Sabine anciennement Digue Ridoux                        | Louis Quételart                   |                                                         |                                                 | |
| La Floride                                      |                       |                 | Avenue Fernand            | Recoussine                                              | Louis Quételart                   |                                                         |                                                 | |
| La Grange                                       |                       |                 |                           |                                                         | Louis Quételart                   |                                                         |                                                 | |
| Lou Cigalou                                     |                       | 11              | Avenue de                 | Quentovic                                               | Louis Quételart                   |                                                         |                                                 | |
| Mon Chaume                                      |                       | 144             | Boulevard                 | Daloz                                                   | Louis Quételart                   |                                                         |                                                 | |
| Mon Pignon                                      |                       |                 | Boulevard                 | Daloz                                                   | Louis Quételart                   |                                                         |                                                 | |
| La Mouche                                       |                       |                 | Allée des                 | Rossignols                                              | Louis Quételart                   |                                                         |                                                 | |
| Les Mutins                                      |                       | 78              | Boulevard                 | Daloz                                                   | Louis Quételart                   |                                                         |                                                 | |
| Le Nain jaune                                   |                       | 53              |                           | Rue Jean-Monnet                                         | Louis Quételart                   |                                                         |                                                 | |
| Narcisse Bleu                                   |                       |                 | rue Léon                  | Garet                                                   | Louis Quételart                   |                                                         |                                                 | |
| Nine                                            |                       | 146             | Boulevard                 | Daloz                                                   | Louis Quételart                   |                                                         |                                                 | |
| Ma Ouik                                         |                       |                 | Avenue des                | Genêts                                                  | Louis Quételart                   |                                                         |                                                 | |
| Peggy                                           |                       |                 | Avenue du                 | Nord                                                    | Louis Quételart                   |                                                         |                                                 | |
| Phébé                                           |                       |                 | Avenue du                 | Paradis Thérèse                                         | Louis Quételart                   |                                                         |                                                 | |
| Pige-Vent                                       |                       |                 | Avenue de l'              | Atlantique                                              | Louis Quételart                   |                                                         |                                                 | |
| La Pigeonne                                     |                       | 23              | rue du                    | Sémaphore                                               | Louis Quételart                   |                                                         |                                                 | |
| Pomme d'Api                                     |                       | 65              | rue de                    | Moscou                                                  | Louis Quételart                   |                                                         |                                                 | |
| Les Pommiers                                    |                       |                 | Avenue de                 | Hippodrome                                              | Louis Quételart                   | Entreprise Delcourt Frères                              |                                                 | |
| La Prairie                                      |                       |                 | Avenue du                 | Golf                                                    | Louis Quételart                   |                                                         |                                                 | |
| Le Rallye (Les Iris)                            |                       |                 | Avenue du                 | Golf                                                    | Léon Hoyez                        |                                                         |                                                 | |
| Ric et Rac                                      |                       |                 | Avenue de                 | Montreuil                                               | Louis Quételart                   |                                                         |                                                 | |
| The Sandhill anciennement Fair-Way              |                       |                 |                           |                                                         | Louis Quételart                   |                                                         |                                                 | |
| Sauvageonne                                     |                       |                 | Avenue du Maréchal        | Foch (anciennement Alexandra)                           | Louis Quételart                   |                                                         |                                                 | |
| Sunny Beach                                     |                       |                 |                           |                                                         | Louis Quételart                   |                                                         |                                                 | |
| Sunshine                                        |                       |                 |                           |                                                         | Louis Quételart                   |                                                         |                                                 | |
| Sylvana                                         |                       |                 | Avenue du                 | Château                                                 | Louis Quételart                   |                                                         |                                                 | |
| Touquaz                                         |                       |                 | Avenue Léon               | Soucaret                                                | Louis Quételart                   |                                                         |                                                 | |
| Tournebride                                     |                       |                 | avenue du                 | Paradis Thérèse                                         | Louis Quételart                   |                                                         |                                                 | |
| Week-End                                        |                       |                 |                           |                                                         | Louis Quételart                   |                                                         |                                                 | |
| Pretty Cottage                                  | 1927                  |                 | avenue du                 | Paradis Thérèse                                         | Louis Quételart                   |                                                         |                                                 | |
| Venvole                                         |                       |                 | avenue du                 | Paradis Thérèse                                         | Louis Quételart                   |                                                         |                                                 | |
| L'Heure Espagnole                               |                       |                 | avenue du                 | Paradis Thérèse                                         | Louis Quételart                   |                                                         |                                                 | |
| Butterfly                                       |                       | 49              | Boulevard                 | Daloz                                                   | Léopold Raquet                    | Entreprise Goffaux                                      |                                                 | |
| Digue Ridoux                                    | 1905                  |                 | Boulevard Thierry         | Sabine (anciennement digue Ridoux)                      | Paul Ridoux                       |                                                         |                                                 | |
| L'Ouragan                                       | 1898                  | 85              | Boulevard du              | Docteur Jules Pouget (anciennement boulevard de la Mer) | Paul Ridoux                       |                                                         |                                                 | |
| Le Corail                                       | 1901                  | 149             | Rue de                    | Paris                                                   | Paul Ridoux                       |                                                         |                                                 | |
| Saint-Rémy                                      |                       |                 | Boulevard Thierry         | Sabine                                                  | Paul Ridoux                       |                                                         |                                                 | angle nord-est avec l'avenue Duguay-Trouin                                                           |
| Doulce France                                   |                       |                 |                           |                                                         | Léon Saxer                        |                                                         |                                                 | |
| L'Ensoleillée                                   |                       |                 | Avenue de la              | Reine-Victoria                                          | Léon Saxer                        |                                                         |                                                 | |
| La Joliette                                     |                       |                 | Boulevard                 | Daloz                                                   | Léon Saxer                        |                                                         |                                                 | |
| Mon Touquet                                     |                       | 15              | Rue de                    | Londres                                                 | Léon Saxer                        |                                                         |                                                 | |
| Rigobert                                        |                       | 36              | Rue des                   | Oyats                                                   | Léon Saxer                        |                                                         |                                                 | |
| Seawards                                        |                       |                 |                           |                                                         | Léon Saxer                        |                                                         |                                                 | |
| La Tourelle                                     | 1904                  | 50              | Rue Jean                  | Monnet                                                  | Henri Valette                     | Entreprise Charbonnier                                  | docteur Timmermans                              | |
| Église Sainte-Jeanne-d'Arc                      | 1911                  |                 | Boulevard                 | Daloz                                                   | Lucien Viraut                     | Entreprise Chouard                                      |                                                 | |
| Le Gui (10 chalets Berger)                      | 1897                  |                 | Rue de                    | Paris                                                   |                                   | Entreprise Berger                                       |                                                 | existe toujours en 2019. Entre la rue Saint-Jean et la rue Saint-Louis côté ouest                    |
| Les Joncs (10 chalets Berger)                   | 1897                  |                 | Rue de                    | Paris                                                   |                                   | Entreprise Berger                                       |                                                 | existe toujours en 2019. Entre la rue Saint-Jean et la rue Saint-Louis côté ouest                    |
| Les Roseaux (10 chalets Berger)                 | 1897                  |                 | Rue de                    | Paris                                                   |                                   | Entreprise Berger                                       |                                                 | existe toujours en 2019. Entre la rue Saint-Jean et la rue Saint-Louis côté ouest                    |
| Les Charmettes (10 chalets Berger)              | 1897                  |                 | Rue de                    | Paris                                                   |                                   | Entreprise Berger                                       |                                                 | existe toujours en 2019. Entre la rue Saint-Jean et la rue Saint-Louis côté ouest                    |
| Les Cyclamens (10 chalets Berger)               | 1897                  |                 | Rue de                    | Paris                                                   |                                   | Entreprise Berger                                       |                                                 | existe toujours en 2019. Entre la rue Saint-Jean et la rue Saint-Louis côté ouest                    |
| Les Pervenches (10 chalets Berger)              | 1897                  |                 | Rue de                    | Paris                                                   |                                   | Entreprise Berger                                       |                                                 | existe toujours en 2019. Entre la rue Saint-Jean et la rue Saint-Louis côté ouest                    |
| Les Chrysanthèmes (10 chalets Berger)           | 1897                  |                 | Rue de                    | Paris                                                   |                                   | Entreprise Berger                                       |                                                 | existe toujours en 2019. Entre la rue Saint-Jean et la rue Saint-Louis côté ouest                    |
| Les Anémones (10 chalets Berger)                | 1897                  |                 | Rue de                    | Paris                                                   |                                   | Entreprise Berger                                       |                                                 | existe toujours en 2019. Entre la rue Saint-Jean et la rue Saint-Louis côté ouest                    |
| L’Edelweiss (10 chalets Berger)                 | 1897                  |                 | Rue de                    | Paris                                                   |                                   | Entreprise Berger                                       |                                                 | existe toujours en 2019. Entre la rue Saint-Jean et la rue Saint-Louis côté ouest                    |
| Mille Agréments                                 | 1905                  |                 | Avenue des                | Mille Agréments                                         |                                   | Entreprise Charbonnier                                  |                                                 | |
| Cérès et Junon                                  |                       | 52-54           | Boulevard                 | Daloz                                                   |                                   | Entreprise Charbonnier                                  |                                                 | |
| L'Alsacienne                                    |                       |                 | Avenue                    | Saint-Jean                                              |                                   | Entreprise Degallaix                                    | Eugène Koessler                                 | mitoyenne au Village Suisse                                                                          |
| Les Coquilles                                   |                       | 10              | Avenue de l'              | Amiral Courbet                                          |                                   | Entreprise Degallaix                                    |                                                 | |
| l'Avant-Garde et la Vigie                       | 1882                  |                 |                           |                                                         |                                   | Entreprise Dequéker                                     | Henri Saumon                                    | |
| Villa des Roses                                 | 1888                  |                 |                           |                                                         |                                   | Entreprise Dequéker                                     |                                                 | |
| Noémie                                          | 1887                  |                 |                           |                                                         |                                   | Entreprise Dequéker                                     |                                                 | |
| La Marmaille                                    |                       |                 |                           |                                                         | Louis Holt                        | Entreprise Dieuset                                      |                                                 | Domicile de l'entrepreneur                                                                           |
| Les Orchidées                                   | 1900                  | 65              | Boulevard du              | Docteur Jules Pouget (anciennement boulevard de la Mer) | Louis Holt                        | Entreprise Dieuset                                      |                                                 | |
| Romulus et Rémus                                |                       | 41              | Rue de                    | Moscou                                                  |                                   | Entreprise Goffaux                                      |                                                 | |
| Le Pigeonnier                                   |                       | 66              | Rue de                    | Bruxelles                                               |                                   | Entreprise Goffaux                                      |                                                 | |
| Vénus, Saturne, Mars                            |                       | 62-64-66        | Rue Léon                  | Garet                                                   |                                   | Entreprise Goffaux                                      |                                                 | |
| Julien-Juliette                                 |                       |                 | Rue de                    | Londres                                                 |                                   |                                                         |                                                 | domicile de l'entrepreneur                                                                           |
| Bâtiment                                        |                       | 42              | Rue                       | Saint-Jean                                              |                                   | Entreprise Lagarec                                      |                                                 | |
| Maison                                          |                       | 47-49           | Rue de                    | Metz                                                    |                                   | Entreprise Lamotte                                      |                                                 | |
| La Mascotte                                     |                       | 137             | Rue de                    | Metz                                                    |                                   | Entreprise Pentier                                      |                                                 | Domiciliation de l'entreprise                                                                        |
| Bâtiment                                        |                       | 187             | Rue de                    | Londres                                                 |                                   | Entreprise Pentier                                      |                                                 | |
| Villa                                           |                       | 9               | Rue Jean                  | Monnet                                                  |                                   | Entreprise Roger                                        |                                                 | |
| Le Briard                                       |                       |                 | Rue de                    | Londres prolongée                                       |                                   | Entreprise Roger                                        |                                                 | Domicile de l'entreprise Roger à Quentovic                                                           |
| Suzanne                                         | 1887                  | 48              | Boulevard du              | Docteur Jules Pouget (anciennement boulevard de la Mer) |                                   | Entreprise Roy                                          | Léon Garet                                      | |
| Saint-Jean                                      | 1885                  |                 | Boulevard du              | Docteur Jules Pouget (anciennement boulevard de la Mer) |                                   |                                                         |                                                 | |
| Nouveau Sémaphore                               | 1893                  |                 | Boulevard du              | Docteur Jules Pouget (anciennement boulevard de la Mer) |                                   | Entreprise Roy                                          |                                                 | |
| Sainte Élisabeth                                |                       | 115             | Rue de                    | Londres                                                 |                                   | Entreprise Verdier                                      |                                                 | |
| Hôtel des Anglais                               | 1904                  |                 | Avenue des                | Troènes                                                 | Pierre Drobecq et Louis Debrouwer |                                                         | Tanqueray                                       | |
| Atlantic Hôtel                                  | 1904                  |                 | Boulevard du              | Docteur Jules Pouget (anciennement boulevard de la Mer) | Henry Martinet                    |                                                         |                                                 | |
| Hôtel du Centre                                 |                       |                 | Rue                       | Saint-Jean                                              | Albert Pouthier                   |                                                         |                                                 | angle sud-est avec la rue de Paris                                                                   |
| Hôtel Continental                               | 1911                  |                 | Boulevard                 | Thierry Sabine (anciennement digue Ridoux               | Fernand Buisset                   |                                                         |                                                 | |
| hôtel Côte d'Opale                              | 1929                  |                 | Boulevard du              | Docteur Jules Pouget (anciennement boulevard de la Mer) | Roland de Villario                |                                                         |                                                 | entre la rue Saint-Amand et la rue de la Paix                                                        |
| Hôtel Duboc                                     | 1882                  |                 | Rue                       | rue de la Lune (aujourd’hui rue Joseph Duboc)           |                                   | Entreprise Duboc                                        |                                                 | angle nord-est avec la rue de Paris                                                                  |
| Hôtel des Dunes                                 | 1892                  |                 | Avenue                    | Louis Hubert                                            | Fernand Buisset                   |                                                         | Louis Hubert                                    | |
| Hôtel Excelsior                                 | 1920                  |                 | Rue                       | Saint-Jean                                              | Gaston Scaténa                    | Entreprise Charles Robard et G. Lavergne                |                                                 | transformation. Angle nord-est avec la rue de Moscou                                                 |
| Hôtel de la Forêt                               | 1903                  |                 | Place de l'               | Hermitage                                               | Étienne Bergounioux               |                                                         |                                                 | transformation                                                                                       |
| Hôtel Hermitage                                 | 1904                  |                 | Place de l'               | Hermitage                                               | Henry Martinet                    |                                                         |                                                 | |
| Grand-Hôtel                                     | 1928                  |                 | Boulevard du              | Docteur Jules Pouget (anciennement boulevard de la Mer) | Raoul Jourde                      | Entreprise Clavier                                      |                                                 | angle sud-est avec la rue Saint-Louis                                                                |
| Grand-Hôtel                                     | 1886-1887             |                 | Boulevard du              | Docteur Jules Pouget (anciennement boulevard de la Mer) | Charles Billoré                   | Entreprise Legrand                                      | Alphonse Legendre                               | Angle sud-est Saint-Louis                                                                            |
| Royal Picardy                                   | 1929                  |                 | Place de l'               | Hermitage                                               | Pierre Drobecq et Louis Debrouwer |                                                         |                                                 | |
| Hôtel La Potinière                              | 1920                  |                 | Boulevard du              | Docteur Jules Pouget (anciennement boulevard de la Mer) | M. Briaux                         |                                                         |                                                 | Agrandissement de 1929                                                                               |
| Hôtel Scampolo                                  | 1929                  | 2               | Rue Léon                  | Garet                                                   | Louis Quételart                   | Entreprise Delcourt                                     |                                                 | angle avec le boulevard du Docteur Jules Pouget                                                      |
| Hôtel Westminster                               | 1924                  |                 | Avenue du                 | Verger                                                  | Auguste Bluysen                   |                                                         |                                                 | |

## Immeubles du front de mer
Le premier immeuble d'appartements a été construit en 1961, il porte le nom de Dolce Vita, comprend 9 étages et 20 appartements, les plans sont de l'architecte Jacques Bouchardy, réalisé pour le promoteur Philippe Faure. Les années 1960 en verront construire huit autres comportant au total 248 logements. La décennie suivante en verra quatre fois plus. En 2019, ces immeubles comportent 1 872 logements et 168 chambres.
| nom de l'immeuble                                 | année de construction | n° dans la voie | type de voie        | nom de la voie                                        | architecte                                     | entrepreneur | promoteur          | observations  |
| ------------------------------------------------- | --------------------- | --------------- | ------------------- | ----------------------------------------------------- | ---------------------------------------------- | ------------ | ------------------ | ------------- |
| Grand Large                                       | 1973                  | 1               | Boulevard de la     | Mer (Docteur Jules Pouget aujourd'hui)                | Jacques Bouchardy                              |              | Philippe Faure     | 99 logements  |
| Pacific                                           | 1971                  | 9               | Boulevard de la     | Mer (Docteur Jules Pouget aujourd'hui)                | Jacques Bouchardy                              |              | Philippe Faure     | 34 logements  |
| Mathilda                                          | 1973                  | 1               | Rue d'              | Étaples                                               | Rainerie                                       |              | SAFCO              | 44 logements  |
| Aquilon                                           | 1975                  | 29              | Boulevard de la     | Mer (Docteur Jules Pouget aujourd'hui)                | Louis Quételart (fils de Louis Quételart)      |              | Jean-Pierre Dutour | 19 logements  |
| Les Clefs de la Mer                               | 1988                  | 31              | Boulevard de la     | Mer (Docteur Jules Pouget aujourd'hui)                | Baptiste et Vincent Plantet et Benoît Dolicque |              | Roussel            | 19 logements  |
| Le Saint-James                                    | 2007                  | 1               | Rue                 | Léon Garet (anciennement rue Saint-Alphonse)          | J.F. Leblanc                                   |              | E. Denis           | 19 logements  |
| Azur                                              | 1979                  | 57              | Boulevard de la     | Mer (Docteur Jules Pouget aujourd'hui)                | Louis Quételart (fils)                         |              | Jean-Pierre Dutour | 20 logements  |
| Marina                                            | 1970                  | 59              | Boulevard de la     | Mer (Docteur Jules Pouget aujourd'hui)                | Krick                                          |              | Philippe Faure     | 36 logements  |
| Eldorado                                          | 1976                  |                 | Boulevard de la     | Mer (Docteur Jules Pouget aujourd'hui)                | Louis Quételart (fils)                         |              | Philippe Faure     | 36 logements  |
| Arcadia                                           | 1966                  | 63              | Boulevard de la     | Mer (Docteur Jules Pouget aujourd'hui)                | Jacques Bouchardy                              |              | Philippe Faure     | 47 logements  |
| Nevada                                            | 1975                  | 1               | Rue                 | Saint-Louis                                           | Jacques Bouchardy                              |              | M. Decagny         | 23 logements  |
| La Mer                                            | 1979                  | 2               | Rue                 | Saint-Louis                                           | Louis Quételart (fils)                         |              | Groupe Concorde    | 196 logements |
| La Caravelle                                      | 1962                  | 73              | Boulevard de la     | Mer (Docteur Jules Pouget aujourd'hui)                | Jacques Bouchardy                              |              | Gresset et Faure   | 23 logements  |
| Concorde                                          | 1968                  | 75              | Boulevard de la     | Mer (Docteur Jules Pouget aujourd'hui)                | Evrard                                         |              | Deldin et Roussel  | 19 logements  |
| Les Dauphins                                      | 1969                  | 77              | Boulevard de la     | Mer (Docteur Jules Pouget aujourd'hui)                | Louis Quételart (fils)                         |              | Pollet             | 18 logements  |
| Grand Voile                                       | 2021                  | 79              | Boulevard de la     | Mer (Docteur Jules Pouget aujourd'hui)                | 2Xs architecture                               |              | Édouard Denis      | 10 logements  |
| L'Ouragan                                         | 1986                  | 81              | Boulevard de la     | Mer (Docteur Jules Pouget aujourd'hui)                | Nicol et Thélo                                 |              | Wattine            | 19 logements  |
| La Bourrasque                                     | 1985                  | 83              | Boulevard de la     | Mer (Docteur Jules Pouget aujourd'hui)                | Baptiste et Vincent Plantet et Benoît Dolicque |              | Miotti             | 19 logements  |
| Le Royal                                          | 2001                  | 87              | Boulevard de la     | Mer (Docteur Jules Pouget aujourd'hui)                | P. Van Hems                                    |              | E. Denis           | 40 logements  |
| Le Pélican                                        | 1971                  | 2               | Rue                 | Saint-Amand                                           | Louis Quételart (fils)                         |              | Philippe Faure     | 28 logements  |
| L'Eau Vive                                        | 1960                  | 91              | Boulevard de la     | Mer (Docteur Jules Pouget aujourd'hui)                |                                                |              |                    | 10 logements  |
| Dolce Vita                                        | 1961                  | 93              | Boulevard de la     | Mer (Docteur Jules Pouget aujourd'hui)                | Jacques Bouchardy                              |              | Philippe Faure     | 20 logements  |
| Saga Bay                                          | 1978                  | 97              | Boulevard de la     | Mer (Docteur Jules Pouget aujourd'hui)                | Krick                                          |              | Philippe Faure     | 30 logements  |
| Le Fontainebleau 1                                | 1997                  | 99              | Boulevard de la     | Mer (Docteur Jules Pouget aujourd'hui)                | Jean-Pierre Denglos                            |              | Denis              | 30 logements  |
| Le Fontainebleau 2                                | 1995                  | 101             | Boulevard de la     | Mer (Docteur Jules Pouget aujourd'hui)                | Jean-Pierre Denglos                            |              | Denis              | 30 logements  |
| Îlot sauvegardé autour de la villa Saint-Augustin |                       |                 | Boulevard de la     | Mer (Docteur Jules Pouget aujourd'hui)                |                                                |              |                    |               |
| Summer Time                                       | 1975                  | 2               | Rue                 | Jean-Monnet (anciennement Grande-Rue)                 | Louis Quételart (fils)                         |              | Philippe Faure     | 19 logements  |
| Rayon Vert                                        | 1969                  |                 | Boulevard de la     | Mer (Docteur Jules Pouget aujourd'hui)                | Jacques Bouchardy                              |              | Philippe Faure     | logements     |
| Lango Mare                                        | 1970                  |                 | Boulevard de la     | Mer (Docteur Jules Pouget aujourd'hui)                | Jacques Bouchardy                              |              | Philippe Faure     | 26 logements  |
| Gulf Stream                                       | 1988                  |                 | Boulevard de la     | Mer (Docteur Jules Pouget aujourd'hui)                | Louis Quételart (fils)                         |              | Boucheseiche       | 69 logements  |
| Marie-Antoinette                                  | 1975                  | 1               | rue                 | rue des Oyats                                         | Jacques Bouchardy                              |              | nom                | 19 logements  |
| La Potinière                                      | 1973                  | 2               | angle sud-est de la | rue des Oyats et du boulevard du Docteur Jules-Pouget | Urbain Degryse                                 |              | Decagny            | 83 logements  |
| Plein Ciel                                        | 1971                  |                 | Boulevard de la     | Mer (Docteur Jules Pouget aujourd'hui)                | Louis Quételart (fils)                         |              | Jean-Pierre Dutour | 35 logements  |
| îlot sauvegardé autour de la villa Marivole       |                       |                 | Boulevard de la     | Mer (Docteur Jules Pouget aujourd'hui)                |                                                |              |                    |               |
| Sunshine                                          | 1975                  |                 | Boulevard de la     | Mer (Docteur Jules Pouget aujourd'hui)                | Louis Quételart (fils)                         |              | Philippe Faure     | 81 logements  |
| Les Mouettes                                      | 1972                  |                 | Boulevard de la     | Mer (Docteur Jules Pouget aujourd'hui)                | Y. Laloy                                       |              | J. Pollet          | 35 logements  |
| Le Sémaphore                                      | 1984                  |                 | Boulevard de la     | Mer (Docteur Jules Pouget aujourd'hui)                | Louis Quételart (fils)                         |              | SEPIC              | 123 logements |
| Oceanic                                           | 1966                  |                 | Boulevard de la     | Mer (Docteur Jules Pouget aujourd'hui)                | A. Lemay                                       |              | Philippe Faure     | 87 logements  |
| La Capitainerie                                   | 2007                  |                 | Boulevard de la     | Mer (Docteur Jules Pouget aujourd'hui)                | Frédéric Quételard                             |              | J.L. Bergounioux   | 16 logements  |
| Opale Beach                                       | 1994                  | 171             | Boulevard de la     | Mer (Docteur Jules Pouget aujourd'hui)                |                                                |              | SEPIC              | 42 logements  |
| Atlantique                                        | 1975                  |                 | Boulevard de la     | Mer (Docteur Jules Pouget aujourd'hui)                |                                                |              |                    | 15 logements  |
| La Croix du Sud                                   | 1978                  |                 | Boulevard de la     | Mer (Docteur Jules Pouget aujourd'hui)                |                                                |              |                    | 20 logements  |
| Hôtel Ibis                                        | 1994                  |                 | Avenue              | Louison Bobet                                         | Louis Quételart (fils)                         |              | Groupe Accor       | 42 chambres   |
| Le Président                                      | 1977                  |                 | Avenue              | Louison Bobet                                         | Pierre-André Dufétel                           |              | Philippe Faure     | 324 logements |
| Thalassothérapie                                  | 1974                  |                 | Avenue              | Louison Bobet                                         | Louis Quételart (fils)                         |              | Louison Bobet      | 50 chambres   |
| Thalamer hôtel                                    | 1982                  |                 | Avenue              | Louison Bobet                                         | Louis Quételart (fils)                         |              | Groupe Accor       | 76 chambres   |

## Logements sociaux, séniors et maison médicale
Loger la population permanente a toujours été une des préoccupations principales des municipalités, le Touquet-Paris-Plage n'échappe pas à cette exigence, particulièrement pour la population ouvrière importante dans une station ravagée par la seconde guerre mondiale et dont la reconstruction exige beaucoup de main d'œuvre. les constructions réalisées s'échelonnent à partir de 1951 :
- Constructions de la ville :
  - 1951, construction des « 18 logements » avenue de Picardie (anciennement chemin de grande communication no 119) destinés aux cadres de la ville.
  - 1952, vente par la ville de 10 terrains situés avenue de Suffren. Sur ces terrains seront construits des maisons pour la population permanente dans le cadre du « Groupe des Castors ».
  - 1956, construction pour la population permanente, rue de Boulogne, les résidences d'« Artois » et de « Quentovic ».
  - 1958, construction pour la population permanente âgée, avenue Jeanne-d'Arc, la résidence « Jeanne d'Arc ».
- Constructions de la société HLM :
  - 1953, la ville cède le reste de terrains rue Ribot à la société d'HLM., elle réalise un programme de construction de maison pour la population permanente.
  - 1955, construction, dans le secteur de l'aéroport, de HLM et d'ILN (immeuble à loyer normal, loyer non soumis à des plafonds de ressources) avenue de Picardie et allée des Mouettes, afin d'y loger le personnel de l'aéroport.
  - 1968, résidence « Winterberg », avenue du Dix-Huit-Juin.
  - 1971, résidence « Rixensart », allée des Tourterelles.
  - 1972, résidences « Margate » et « Maurice Chevalier », allée des Lauriers-blancs.
  - 1975, résidence de la Canche, boulevard de la Canche.
  - 1976, résidence « Epsom », avenue du Dix-Huit-Juin.
  - 1985, résidence pour les séniors « Marcel Pagnol », allée des Lauriers-blancs.
  - 1994, résidence « Ayrton Senna », 53, rue d’Étaples.
  - 1996, résidences « Roi Baudoin », rue Saint-Amand, et « J.F. Kennedy », rue de Moscou[5].
- Autres constructions sociales :
  - 2020, la « ZAC Quentovic », cinquante logements.
  - 2021, Le « béguinage », cinquante logements derrière la future maison médicale dont les travaux démarrent fin 2020.
  - À venir, l’« Espace nouveau siècle » à l’aéroport, en face du collège, construction d’une cinquantaine de logements par un bailleur social[6].
- Maison médicale
  - Les travaux de la Maison médicale, située à l'angle de la rue de Samer et de la rue Edmond-Bardol, d'une capacité de 26 professionnels de santé, débutent en septembre 2020[6].

## Pour approfondir